# Region Primorje
Koordinaten: 45° 30′ N, 135° 0′ O

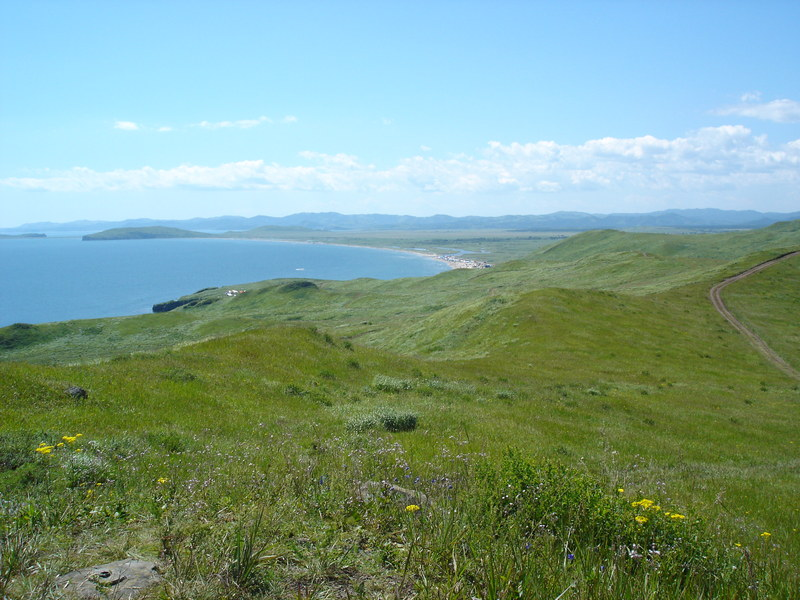
Küstenlandschaft in der Primorje (Baklan-Bucht)

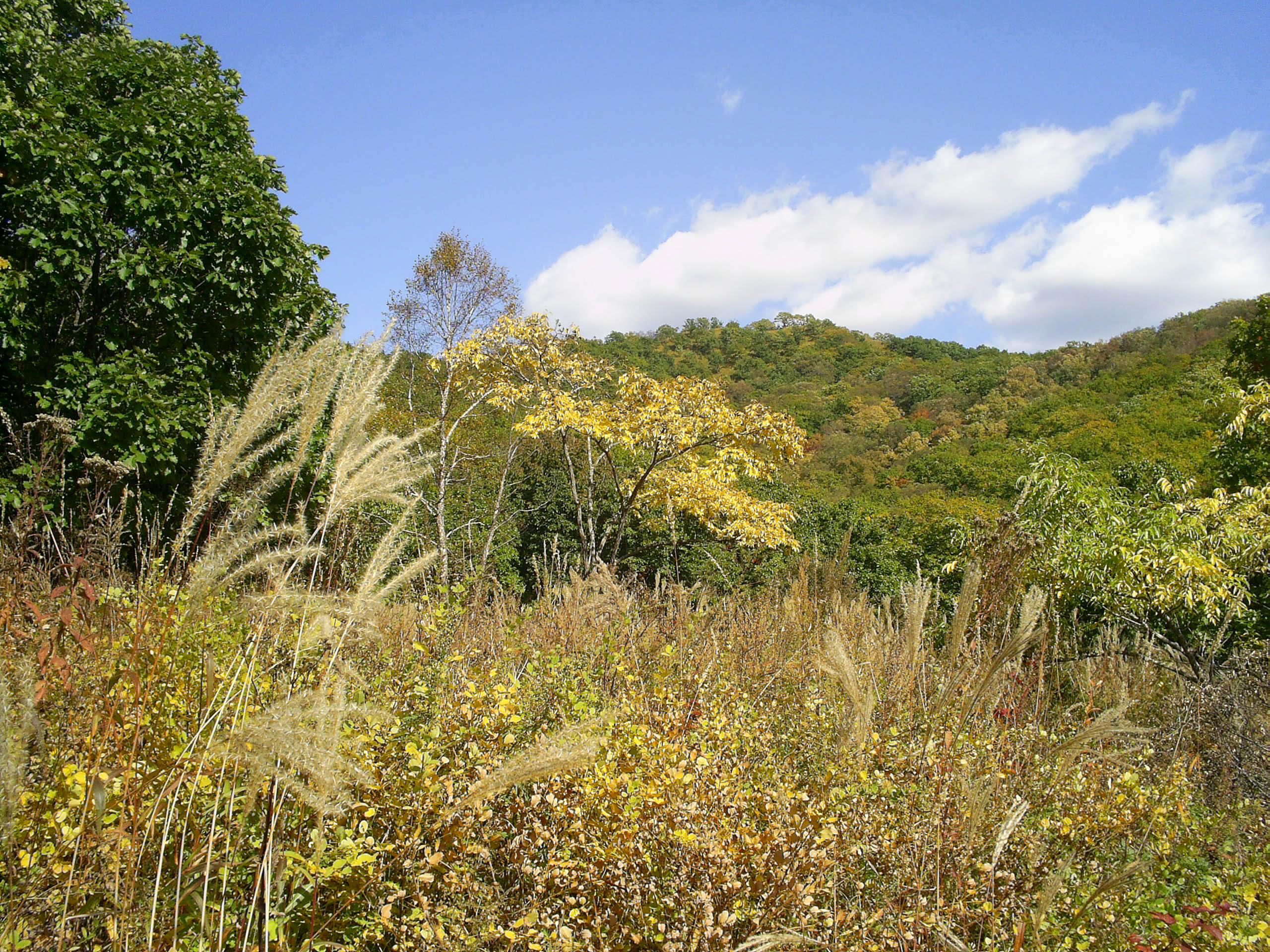
Herbst im südlichen Sichote-Alin-Gebirge

Die Region Primorje (russisch Приморский край/ Primorski krai) ist ein Verwaltungsgebiet (Krai) in Russland. „Primorje“ bedeutet „am“ beziehungsweise „vor dem Meer gelegen“ und bezieht sich auf die Lage der Region.

## Geographie
Die Region liegt im äußersten Südosten Russlands am Japanischen Meer. Sie grenzt an China und die Region Chabarowsk im Norden, zudem gibt es am Pazifik eine kurze Grenze zwischen Nordkorea und Russland. Die Oberfläche der Region ist gebirgig, sie wird großteils vom Sichote-Alin-Gebirge eingenommen, mehr als 80 % sind bewaldet. Es gibt zahlreiche kurze Flüsse, der längste ist der Ussuri, der auch die Grenze zu China bildet. Auf beiden Seiten der Grenze liegt der rund 4000 km² große Chankasee.
Die Region Primorje liegt auf dem 45. Breitengrad und wird von einem feuchten Kontinentalklima mit vier Jahreszeiten dominiert.

## Bevölkerung
Steigende Sterberaten und sinkende Geburtenzahlen haben, wie in vielen anderen russischen Regionen, zu einem Rückgang der Bevölkerungszahl geführt. Die Bevölkerung verteilt sich sehr ungleichmäßig, ein Drittel der Region ist unbesiedelt. Die Bevölkerung besteht zum Großteil aus Russen, in den Städten finden sich auch Russlanddeutsche, Tataren und Koreaner. Die indigene Bevölkerung (unter anderem Nanaier, Udehe und Oroken) nimmt weniger als 1 % ein.

## Geschichte

### Vorrussische Zeit
Paläosibirische Völker besiedelten das Gebiet seit mindestens 30.000 Jahren. In geschichtlicher Zeit gehörte das Gebiet zunächst zu Goguryeo, einem koreanischen Staat. 698 entstand der koreanisch-mandschurische Staat Balhae (Bohai) auf dem Gebiet, dieser existierte bis 936. Im 11. und 12. Jahrhundert bestand das Reich der Jurchen. Zu dieser Zeit entstanden Handelsbeziehungen nach China, Japan und Korea. Im Anschluss daran geriet die Region in Vergessenheit.

### Russland
Die ersten Russen kamen im 17. Jahrhundert, in größerem Ausmaß jedoch erst nach 1860, als die russisch-chinesische Grenze in der Pekinger Konvention entlang der Flüsse Amur und Ussuri festgelegt wurde. Im gleichen Jahr wurde Wladiwostok (auf Deutsch „Beherrsche den Osten“) gegründet. Bis 1917 erreichten rund 250.000 Siedler die Region, wobei die Transsibirische Eisenbahn ihre Zuwanderung erleichterte.

### Sowjetunion
Im Russischen Bürgerkrieg wurde die Region als letzter Teil Russlands von den Bolschewiki eingenommen:
- 29. November 1917 Übernahme der Macht durch die Sowjets in Wladiwostok
- April 1918 Landung der Japaner in Wladiwostok, die die Sowjetherrschaft beseitigen
- August 1918 Landung von Entente-Truppen in Wladiwostok, die Koltschak unterstützten
- 1920 Gründung der prosowjetischen Fernöstlichen Republik, die auch Anspruch auf Wladiwostok erhob
- April 1920 Abzug der Entente-Truppen nach der Vernichtung von Koltschak
- 1921 Gründung der Küstenrepublik durch die japanischen Besatzer
- Oktober 1922 Abzug der Japaner und Auflösung der Küstenrepublik
- November 1922 Anschluss der Fernöstlichen Republik an die Sowjetunion
- Dezember 1922 Einmarsch der Roten Armee in Wladiwostok

Die Region Primorje entstand 1938 durch die Teilung der fernöstlichen Region in Primorje und den Kraij Chabarowsk.
Wegen der strategischen Bedeutung als Heimathafen der sowjetischen Pazifikflotte wurde die Stadt Wladiwostok nach dem Zweiten Weltkrieg „geschlossen“, erst seit dem Ende der Sowjetunion durften wieder Ausländer hierher ziehen.

## Verkehr und Wirtschaft
In Wladiwostok endet die Transsibirische Eisenbahn nach 9288 Kilometern Fahrt ab Moskau. Daneben gibt es auch Verbindungen nach China (Harbin).
Wirtschaftliche Bedeutung haben der Kohlebergbau, die Nahrungsmittelindustrie, insbesondere der Fang und die Weiterverarbeitung von Fisch, der Maschinenbau (darunter Flugzeugbau und Rüstungsindustrie) und die Holzindustrie.

## Verwaltungsgliederung und Städte
Die Region gliedert sich in 22 Rajons und 12 Stadtkreise. Zwei der Stadtkreise (Bolschoi Kamen und Fokino) sind zugleich „geschlossene Städte“ (SATO).
Weitere Großstädte der Region neben ihrem Verwaltungszentrum Wladiwostok sind Ussurijsk, Nachodka und Artjom. Insgesamt gibt es in der Region 12 Städte und 26 Siedlungen städtischen Typs.
| Name        | Russisch    | Einwohner 1. Oktober 2021 |
| ----------- | ----------- | ------------------------- |
| Wladiwostok | Владивосток | 603.519                   |
| Nachodka    | Находка     | 139.931                   |
| Ussurijsk   | Уссурийск   | 180.393                   |
| Artjom      | Артём       | 109.556                   |
| Arsenjew    | Арсеньев    | 47.937                    |